# セゾンアートプログラム
セゾンアートプログラム (Sasion Art Program) は、かつてセゾングループが展開した芸術支援活動。池袋にあったセゾン美術館が閉館した1999年以降、数年間にわたって、軽井沢のセゾン現代美術館と東京青山の東京事務所を拠点に展開した。
機関誌として、『SAP Journal』(セゾンアートプログラム・ジャーナル)が1999年の1号から10号まで発行された。
2002年以降は規模がさらに縮小され、セゾンアートプログラム自体は消滅した。しかし、セゾングループの芸術支援活動として、軽井沢のセゾン現代美術館と大田区に移転した東京事務所が残った。

## 開催された主な展覧会
（開催年順）
- シヴォーン・ハパスカ展（1999年、青山の事務所にて）
- ART TODAY 1999（1999年、軽井沢セゾン現代美術館）
  - 中村一美
- ART-ING東京 1999：21×21（1999年、青山を中心としたギャラリーなどにて展示
- 河口彩,  安田千絵, , 倉山裕昭, , 斉藤裕之, , 朴昡姝, 酒井香奈, , 清岡正彦, , 齋藤芽生, , 橫谷奈歩, , 小暮伸也, , 岩熊力也, , 川島亮子,  吉田重信,  金田勝一, , 出口貴子, T, 市川武史, , 真島龍男, , 仁木智之, , 豊嶋康子, , 杉山靖尚, , 水上央子
- ART TODAY 2000（2000年、軽井沢セゾン現代美術館）
  - 伊藤誠/川嶋清/鷲見和紀郎
- ART-ING東京 2000：16×16（2000年、青山を中心としたギャラリーなどにて展示）
- ART TODAY 2001（2001年、軽井沢セゾン現代美術館）
  - 磯辺行久/水上央子/松澤宥
- ART-ING東京 2001（2001年、旧新宿区立牛込原町小学校）
  - Are You Meaning Company/居城純子/伊部年彦/今泉康子/岡田一郎/小野瀬裕子/風間サチコ/小瀬村真美/小林耕平/小林晴夫/謝琳/鈴木理策/田中功起/デジタルPBX/中尾寛/中川絵梨/西村雄輔/藤城凡子/古厩久子/山内崇嗣/正木隆/南川史門
- ART TODAY 2002（2002年、軽井沢セゾン現代美術館）
  - 岡崎乾二郎
- 傾く小屋 - 美術家たちの証言（2002年、東京都現代美術館）
  - 齋藤芽生/豊嶋康子/中村一美/松澤宥/港千尋/宮本隆司/山本糾/横溝美由紀